# Timmersdala
Timmersdala är en tätort i Skövde kommun och kyrkbyn i Timmersdala socken i Västergötland.
Timmersdala ligger 21 kilometer nordväst om Skövde och ligger vid sjön Lången. 
Namnet Timmersdala har sitt ursprung i "Tymmetzdal" (1453).

## Befolkningsutveckling
| Befolkningsutvecklingen i Timmersdala 1960–2020 | Befolkningsutvecklingen i Timmersdala 1960–2020 | Befolkningsutvecklingen i Timmersdala 1960–2020 | Befolkningsutvecklingen i Timmersdala 1960–2020 | Befolkningsutvecklingen i Timmersdala 1960–2020 |
| ----------------------------------------------- | ----------------------------------------------- | ----------------------------------------------- | ----------------------------------------------- | ----------------------------------------------- |
|                                                 |                                                 |                                                 |                                                 |                                                 |
| År                                              |                                                 |                                                 | Folkmängd                                       | Areal (ha)                                      |
| 1960                                            | 1960                                            |                                                 | 385                                             |                                                 |
| 1965                                            | 1965                                            |                                                 | 489                                             |                                                 |
| 1970                                            | 1970                                            |                                                 | 629                                             |                                                 |
| 1975                                            | 1975                                            |                                                 | 826                                             |                                                 |
| 1980                                            | 1980                                            |                                                 | 954                                             |                                                 |
| 1990                                            | 1990                                            |                                                 | 916                                             | 66                                              |
| 1995                                            | 1995                                            |                                                 | 935                                             | 66                                              |
| 2000                                            | 2000                                            |                                                 | 910                                             | 67                                              |
| 2005                                            | 2005                                            |                                                 | 915                                             | 67                                              |
| 2010                                            | 2010                                            |                                                 | 875                                             | 67                                              |
| 2015                                            | 2015                                            |                                                 | 895                                             | 116                                             |
| 2020                                            | 2020                                            |                                                 | 943                                             | 120                                             |
|                                                 |                                                 |                                                 |                                                 |                                                 |

## Samhället
I byn ligger Timmersdala kyrka, ett ålderdomshem och vårdcentral. I närheten ligger Silverfallen.

## Idrott
Ortens fotbollsklubb heter Tymer IF.